# 마지막 선물
"마지막 선물"은 2008년에 개봉한 대한민국의 영화이다.

## 캐스팅
- 신현준 : 강태주 역
- 허준호 : 조영우 역
- 조수민 : 조세희 역
- 권오중 : 동현 역
- 김상호 : 용태 역
- 조원희 : 철구 역
- 방협 : 학생 강태주 역
- 최성호 : 학생 조영우 역
- 박민지 : 학생 민혜영 역
- 전숙 : 치매노인 역
- 조선묵 : 사장 역
- 강영구 : 보좌관 역
- 이윤상 : 담당의사 역
- 김현아 : 하진엄마 역
- 김익태 : 택시기사 역
- 조진웅 : 백인철 역
- 이상홍 : 건달 역
- 정인화 : 형수 역
- 홍승현 : 하진 역
- 정종렬 : 집달원 역
- 박소연 : 백인철 정부 역
- 하지원 : 혜영 역 (특별출연)
- 기주봉 : 반장 역 (특별출연)
- 김명국 : 조영우 형 역 (특별출연)